# ASL Airlines Ireland
ASL Airlines Ireland, anteriormente denominada Air Contractors, es una aerolínea de carga. Opera vuelos regulares de carga a través de Europa para las grandes marcas cargueras como FedEx Feeder y DHL Express. El grupo ASL Aviation Group Limited, que controla ASL Airlines Ireland, tiene su sede central en The Plaza en Swords, Condado de Dublín, República de Irlanda.

## Historia
La aerolínea fue fundada y comenzó a operar en 1972, como AirBridge Carriers en East Midlands. Se adoptó el nombre Hunting Cargo Airlines en septiembre de 1992 y posteriormente cambiado a Air Contractors, tras la adquisición de la aerolínea por Compagnie Maritime Belge (51%) y Safair (49%) en junio de 1998, y fue así mismo trasladada a Irlanda. Fue ampliada hasta convertirse en grupo para incluir el alquiler de aeronaves (ACL Aviation Support y Aircraft Trading ambos con sede en Southend, Reino Unido) y mantenimiento (Air Contractors Engineering, anteriormente conocida como Aeroscot, Edimburgo, Reino Unido).
Air Contractors ha operado diversos tipos de aviones de carga incluyendo el Boeing 727 y el Airbus A300, así como aviones turbohélice para apoyar las operaciones de sus clientes.
Air Contractors is a one of the largest operators of ATR42/72 series of turboprop aircraft, providing services to a range of clients, the largest of which being Fedex.
Air Contractors es el único operador civil de un avión Lockheed L100 Hercules registrado en Europa. El avión, registrado como EI-JIV, tiene su base en el aeropuerto de East Midlands en el Reino Unido.
Air Contractors adquirió la aerolínea francesa Europe Airpost el 14 de marzo de 2008. Tras la absorción de EAP en el grupo de compañías ACL, el grupo fue rebautizado como ASL Aviation Group, representando las tres actividades nucleares del grupo en inglés: Airlines (aerolíneas), Support (soporte) y Leasing (alquiler).
Otras compañías de ASL Aviation Group incluyen la aerolínea Europe Airpost en París, el distribuidor de piezas de aviación ACL Aviation Support (ACLAS) con base en Londres, y Air Contractors Engineering (ACE) encargada de grandes mantenimientos de aeronaves con base en Edimburgo, Escocia.
El 4 de junio de 2015, ASL Aviation Group anunció que Air Contractors se renombraría como ASL Airlines Ireland, Europe Airpost como ASL Airlines France, Farnair Hungría como ASL Aerolíneas Hungary y Farnair Suiza como ASL Aerolíneas Suiza.

## Destinos
Air Contractors tiene una operativa de corto alcance desde Dublín, con vuelos de corto alcance también desde Londres-Stansted, Mánchester y París-Charles de Gaulle. Todos los servicios son operados para FedEx Feeder con algunos aviones pintados con los colores de FedEx.
También opera una flota de Airbus A300-B4 para DHL con una base principal en Leipzig en Alemania.

## Flota

### Flota actual
La flota de ASL Airlines Ireland se compone de las siguientes aeronaves: